# Myadestes unicolor
Myadestes unicolor е вид птица от семейство Turdidae.

## Разпространение
Видът е разпространен в Белиз, Гватемала, Мексико, Никарагуа, Салвадор и Хондурас.